# Ґлінка (Нижньосілезьке воєводство)
Ґлінка (пол. Glinka) — село в Польщі, у гміні Ґура Ґуровського повіту Нижньосілезького воєводства.
Населення — 496 осіб (2011).
У 1975-1998 роках село належало до Лешненського воєводства.

## Демографія
Демографічна структура станом на 31 березня 2011 року:
|          | Загалом | Допрацездатний вік | Працездатний вік | Постпрацездатний вік |
| -------- | ------- | ------------------ | ---------------- | -------------------- |
| Чоловіки | 244     | 54                 | 173              | 17                   |
| Жінки    | 252     | 57                 | 153              | 42                   |
| Разом    | 496     | 111                | 326              | 59                   |